# استان ناپل

استان ناپل (به ایتالیایی: Provincia di Napoli) از استان‌های کشور ایتالیا است. استان ناپل در جنوب این کشور قرار دارد. مرکز این استان شهر ناپل و زیرمجموعه ناحیه کامپانیا می‌باشد. مساحت این استان ۱٬۱۷۱٫۱۳ کیلومتر مربع و جمعیت آن ۳٬۰۷۹٬۰۸۷ نفر است.